# Greg Jennings
Gregory "Greg" Jennings Jr. (født 21. september 1983 i Kalamazoo, Michigan, USA) er en amerikansk footballspiller, der spiller i NFL som wide receiver for Minnesota Vikings. Han har tidligere spillet for Green Bay Packers, men skiftede som en free agent i 2013 til ærkerivalerne Minnesota Vikings.

## Klubber
- Green Bay Packers (2006–2012)
- Minnesota Vikings (2013–)